# R. W. Goodwin
Robert W. Goodwin (Australia, 1943), conocido como R. W. Goodwin, es un productor y director de televisión estadounidense nacido en Australia, conocido por su trabajo como productor ejecutivo de The X-Files. Vive en Bellingham, Washington. 
También dirigió y produjo la película independiente de bajo presupuesto de 2009 Alien Trespass.

## The X-Files
Goodwin trabajó como coproductor ejecutivo de The X-Files desde 1993 hasta 1998. Conoció al creador de la serie Chris Carter cuando ambos trabajaban en series independientes para NBC en la década de 1980. Goodwin vio el episodio piloto, se reunió con Chris Carter y poco después fue contratado como coproductor ejecutivo. Como coproductor ejecutivo, Goodwin fue el principal responsable de todos los aspectos de la producción física en el programa. También dirigió algunos episodios por temporada, generalmente el primero y el último de la temporada.
El trabajo de Goodwin en la serie terminó al final de la quinta temporada cuando el programa trasladó la producción de Vancouver a Los Ángeles.

## Vida personal
Goodwin nació en Australia y pasó la mayor parte de su vida en Los Ángeles, antes de comenzar a producir series de televisión en Vancouver. En L.A. actuó en la comedia Credibility Gap. Más tarde se mudó con su familia a Bellingham, Washington para estar más cerca. Goodwin está casado con la actriz Sheila Larken, quien interpretó a la madre de Scully en The X-Files.

## Filmografía parcial
Produjo "High Risk", con James Brolin y Anthony Quinn.
- The X-Files (1993) TV Series
  - episodio 24 (Temporada 1) The Erlenmeyer Flask (Director)
  - episodio 8 (Temporada 2) One Breath (Director)
  - episodio 25 (Temporada 2) Anasazi (Director)
  - episodio 1 (Temporada 3) The Blessing Way (Director)
  - episodio 24 (Temporada 3) Talitha Cumi (Director)
  - episodio 1 (Temporada 4) Herrenvolk (Director)
  - episodio 24 (Temporada 4) Gethsemane (Director)
  - episodio 1 (Temporada 5) Redux (Director)
  - episodio 20 (Temporada 5) The End (Director)